# Castelverde
Castelverde é uma comuna italiana da região da Lombardia, província de Cremona, com cerca de 4.924 habitantes. Estende-se por uma área de 30 km², tendo uma densidade populacional de 164 hab/km². Faz fronteira com Casalbuttano ed Uniti, Cremona, Olmeneta, Paderno Ponchielli, Persico Dosimo, Pozzaglio ed Uniti, Sesto ed Uniti.

## Demografia
| Variação demográfica do município entre 1861 e 2011                               |
|                                                                                   |
| Fonte: Istituto Nazionale di Statistica (ISTAT) - Elaboração gráfica da Wikipedia |